# Jomsvikings

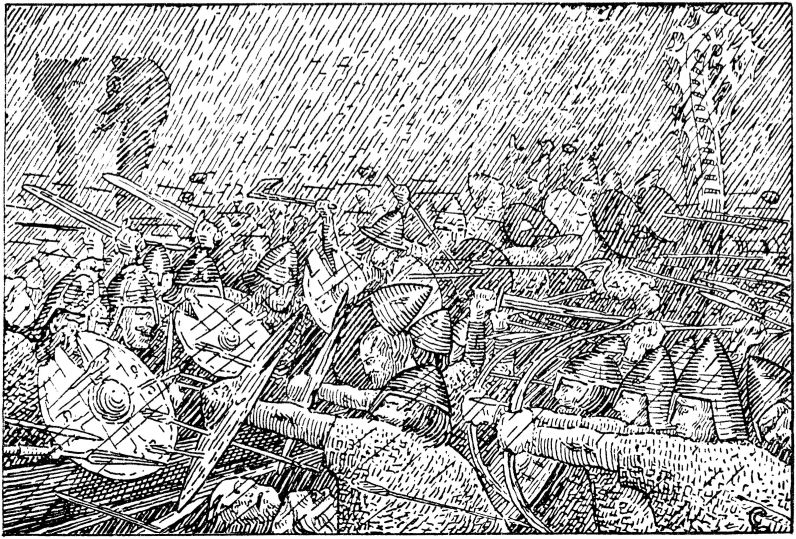
Jomsvِikings lluitant en la batalla de Hjörungavágr.

Els Jomsvikings foren una companyia de mercenaris vikings que va existir entre el segle x i el segle xi, adoradors dels déus Odin i Thor. Eren, per tant, pagans, però per la seva condició de mercenaris, lluitaven per qualsevol disposat a pagar un bon sou, incloent reis o nobles cristians. Segons les sagues nòrdiques (en particular la Jómsvíkinga saga, King Olaf Tryggvasson's Saga i les històries descrites en el Flateyjarbók), la fortalesa dels Jomsvikings, Jomsborg, estava localitzada a la costa sud del Mar Bàltic, i molts arqueòlegs i historiadors moderns la situen al mont Silberberg, al nord de la localitat de Wolin.
La llegenda dels Jomsvikings també apareix en les sagues islandeses del segle xii i segle xiii, però no es troben referències contemporànies a part de l'existència de tres pedres rúniques amb inscripcions sobre una de les batalles on hi van lluitar.

## El codi dels Jomsvikings

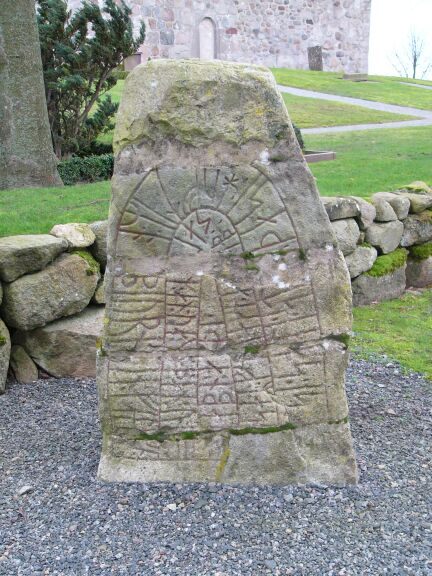
La pedra rúnica de Sjörup s'associa amb l'atac dels Jomsvikings contra Uppsala o Batalla de Fýrisvellir. La inscripció diu: Saxi va aixecar aquesta pedra en memòria de Ásbjörn Tófi's/fill de Tóki, el seu company. Ell no va fugir d'Uppsala, si no que ma matar tant com va poder mentre va tenir una arma.

La Saga dels Jomsvikings ens diu que aquests eren altament selectius a l'hora de decidir qui admetre en la seva germandat. Els membres de l'ordre només podien ser homes de provat valor, entre 18 i 50 anys (amb l'única excepció d'un noi anomenat Vagn Åkesson, que va derrotar Sigvaldi Strut-Haraldsson en combat singular a l'edat de 12). Per ser acceptats en l'ordre, els aspirants havien de passar una prova de força o duel o holmgang contra un Jomsviking.
Un cop admès, el nou Jomsvicap jomking quedava sotmès a un codi estricte de disciplina militar i qualsevol violació de l'esmenat codi podia suposar l'expulsió immediata de l'ordre. Entre les normes del codi hi havia:
- Defensar els seus germans d'armes i venjar la seva mort si fos necessari.
- Prohibició de criticar o barallar-se amb els companys d'armes.
- Les venjances familiars havien de ser discutides amb un oficial o capità dels Jomsvikings.
- No es podia mostrar por o fugir davant d'un enemic de forces iguals o inferiors, encara que es permetien retirades davant d'enemics clarament superiors.
- Tots els botins de batalla havien de distribuir-se amb igualtat entre la germandat.
- Cap Jomsviking podia estar absent de Jomsborg per més de tres dies sense permís.
- No es permetia la presència de dones, nens o presoners dins de la fortalesa, encara que no queda clar si es permetia el matrimoni o tenir relacions fora d'ella.

## Història
Segons les fonts Gesta Danorum (llibre 10), Styrbjarnar þáttr Svíakappa i la Eyrbyggja saga, el rei Harald I de Dinamarca va conquerir la fortalesa de Julinum i la va entregar al príncep suec Styrbjörn el Fort, juntament amb una força de mercenaris amb la que Styrbjörn va terroritzar la zona. La Knýtlinga saga també situa Harald com fundador dels Jomsvikings, però no connecta aquesta història amb el príncep Styrbjörn. Una tercera font, la Jómsvíkinga saga cita com fundador de la fortalesa a Palnatoke, que la va rebre del mític guerrerBurislav.

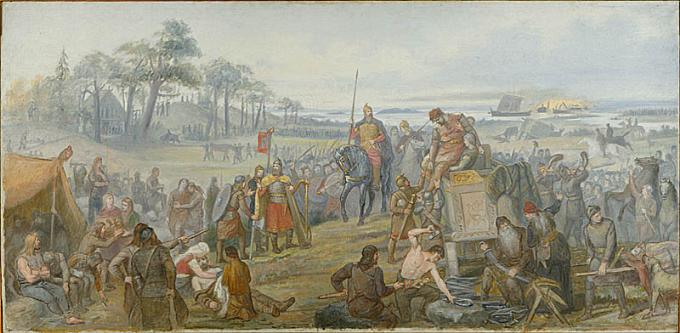
Batalla de Fýrisvellir.

Segons les diverses fonts, la fortalesa va tenir entre 30 i 300 naus, mercenaris de diverses procedències i capitans destacats com Palnatoke, Styrbjörn el Fort, Sven Tveskæg, Sigvaldi Strut-Haraldsson, Thorkell l'alt i Hemeng.
Cap a l'any 980, Styrbjörn el Fort va liderar els Jomsvikings a una total derrota a l'enfrontar-se al seu oncle Eric VI de Suècia en la batalla de Fýrisvellir, Uppsala, quan intentava apoderar-se del tron de Suècia per la força. Avui en dia encara hi han tres pedres rúniques aixecades en honor de tres Jomsvikings caiguts a la batalla: la Högby Runestone (el brau campió Asmund va caure a Fyrisvellir), la pedra de Hällestad (no va fugir d'Uppsala) i la pedra de Sjörup Runestone (no va fugir d'Uppsala i va matar mentre va tenir una arma a les mans).
La Jómsvíkinga saga marca la batalla de Battle of Hjörungavágr, el 986, com una darrera derrita dels Jomsvikings i el final de l'ordre.

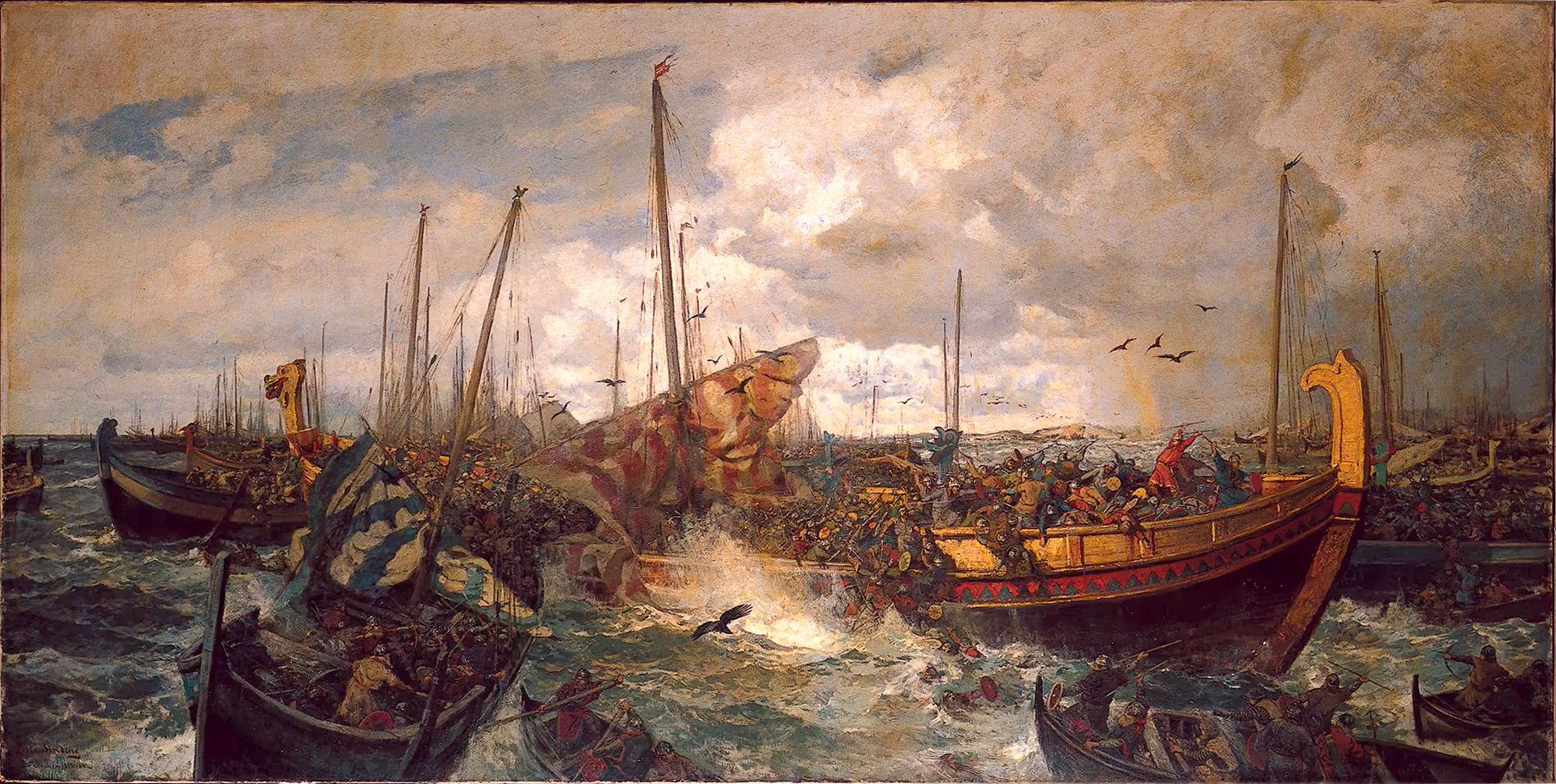
La batalla de Svolder, on els Jomsvikings van lluitar al costat de Dinamarca contra Noruega.

Malgrat tot, encara hi ha una posterior referència sobre els Jomsvikings a la saga d'Olaf Tryggvason, on s'explica que durant la batalla de Svolder, l'any 1000, un contingent de Jomsvikings liderat per Sigvaldi Strut-Haraldsson va trair el rei Olaf per unir-se a l'enemic, aniquilant la flota reial. Aquest fet podria interpretar-se com un intent dels Jomsvikings per aturar la cristianització d'Escandinàvia, si bé el rei danès que finalment va prendre el poder, Sven Tveskæg, era cristià.
Posteriorment es parla de Thorkell l'alt liderant els Jomsvikings en ràtzies contra les costes angleses durant el 1009-1013, canviant de bàndol entre anglesos i danesos en les diferents campanyes que van assolar el territori. Finalment, el 1043, Magne Olavsson va decidir posar punt final a l'ordre, va destruir i saquejar Jomsborg i va executar tots els ocupants.